# Tjärnmyrsjön
Tjärnmyrsjön är en sjö i Robertsfors kommun i Västerbotten och ingår i Sävaråns huvudavrinningsområde.